# Dálnice A19 (Belgie)
Dálnice A19 (nizozemsky: Autosnelweg 19, francouzsky Autoroute 19) je dálnice v Belgii. Celková délka činí 25 km. Dálnice A19 začíná v Kortrijku a končí v Yprách.

## Historie
Trasa dálnice A19 byla stanovena královským výnosem 7. července 1972. Přes protesty zemědělců se roku 1973 začalo s vyvlastňováním půdy. 17. prosince 1980 byl otevřen jižní úsek dálnice a 17. listopadu 1981 severní.

## Průběh
Dálnice A19 začíná na dálniční křižovatce u Kortrijku, kde se odpojuje od obchvatu města. Dále se kříží s dálnicí A17 a několika národními silnicemi. Severovýchodně od Yper dálnice A19 přechází v národní silnici N38.